# Désinvestissement des énergies fossiles

Début 2021, 1300 institutions ont désinvesti 14560 milliards de dollars de l'industrie des énergies fossiles.

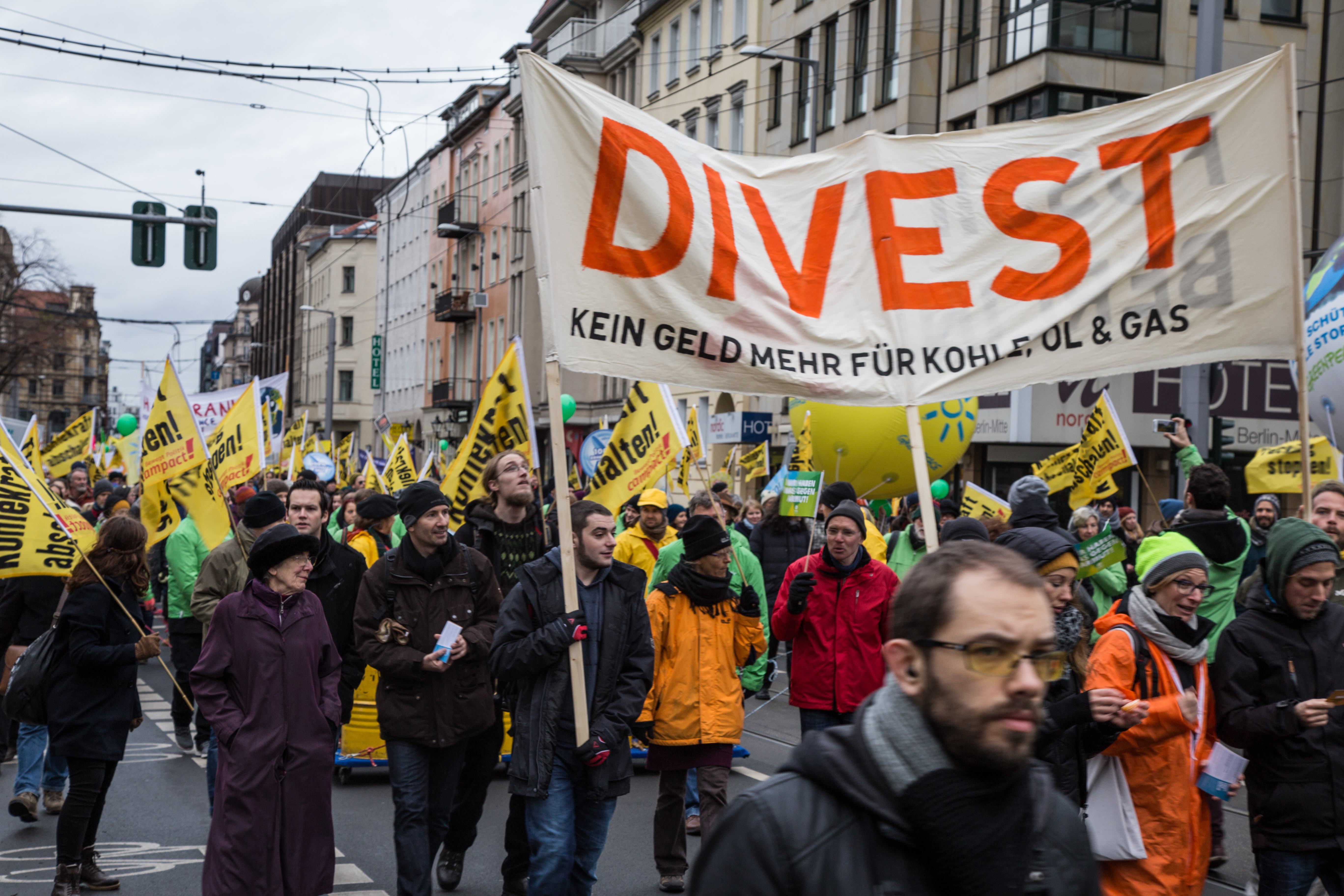
Manifestation pour le climat et le désinvestissement des énergies fossiles (Berlin, 2015).

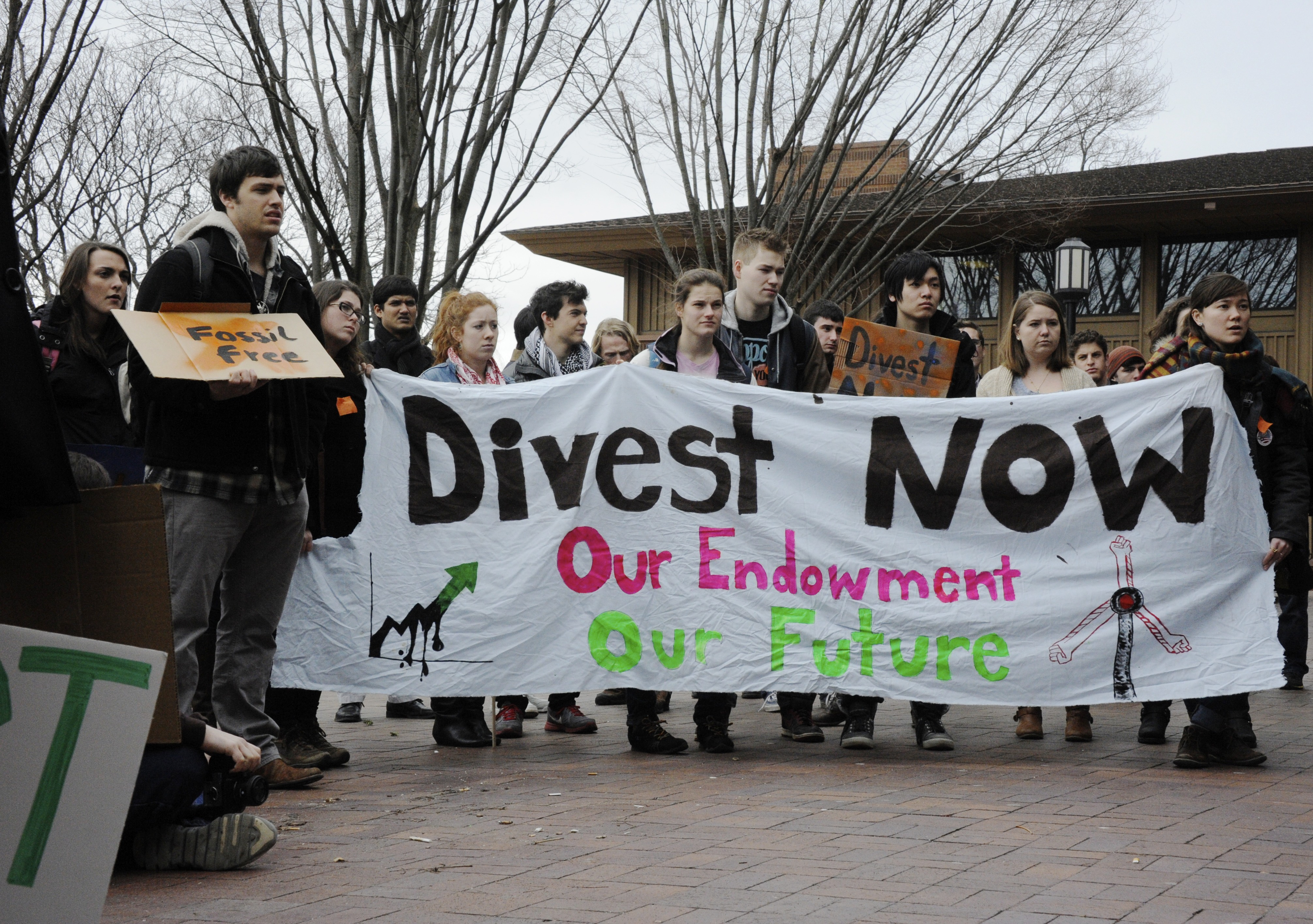
Étudiants réclamant que leur université désinvestisse des énergies fossiles (États-Unis, 2013).

Le désinvestissement des énergies fossiles est l'élimination des placements (actions, obligations et fonds d'investissement) des entreprises impliquées dans l'extraction de combustibles fossiles (charbon, pétrole et gaz), dans le but de réduire le réchauffement climatique en s'attaquant à ses causes,,.
L'organisation non gouvernementale environnementale 350.org a annoncé, en décembre 2015, que 500 institutions dans le monde, représentant 3 200 milliards d’euros d’actifs, ont décidé de désinvestir des énergies fossiles (principalement des fondations philanthropiques, collectivités publiques, fonds de pension et universités). En 2020, 1 200 institutions ont désinvesti 14 000 milliards de dollars.
Une coalition de 40 institutions catholiques à travers le monde a décidé de désinvestir du charbon, du pétrole et du gaz en octobre 2017.
En plus des raisons éthiques et légales, le désinvestissement des énergies fossiles peut aussi être motivé par des raisons économiques.

## Campagnes
Une des premières campagnes a pris place en 2008 à Philadelphie, lorsque des étudiants ont demandé à leur université de ne plus placer d'argent dans l’industrie des énergies fossiles (en s'inspirant de campagnes des années 1980 contre l'apartheid).
En novembre 2017, l'ONG les amis de la terre publiait une étude pointant du doigt les insuffisances des politiques de désinvestissement charbon mises en place par les banques et les assurances, expliquant comment, par la faute d'engagements incomplets ou mal ciblés, leurs investissements continuaient à alimenter, par centaine de millions d'euros, le secteur du charbon,.

### France
En novembre 2015, avant la Conférence de Paris sur le climat, Thomas Piketty (auteur du Capital au XXIe siècle) et Tim Jackson (Prospérité sans croissance) publient dans Le Monde un appel intitulé « Cessons d’investir dans les énergies fossiles ! ».

## Annonces d'investisseurs institutionnels
Certains investisseurs institutionnels ont pris des engagements en matière de désinvestissement fossile, visant surtout le charbon et selon des modalités variables. Ces politiques adoptées par la place financière de Paris sont notées dans le Coal Policy Tool de l'ONG française Reclaim Finance.

### Banques
Société générale annonce en 2015 l'intention de ne plus financer les mines de charbon, ni les centrales à charbon, mais seulement pour les pays à hauts revenus, cesse en 2018 de financer la production de pétrole issu de sables bitumineux, annonce en juillet 2020 arrêter de travailler avec « les entreprises réalisant plus de 25 % de leur chiffre d'affaires dans le secteur du charbon thermique et qui n'ont pas de stratégie crédible de sortie du charbon », ainsi que « les entreprises qui développent de nouveaux projets de mines, centrales ou infrastructures liées au charbon thermique » à l'horizon 2030 pour l'OCDE et 2040 pour le reste du monde, puis en 2020 s'engage à réduire de 10 % d'ici 2025 son exposition globale au secteur de l'extraction du pétrole et du gaz, qui représentait 6,1 % de ses expositions aux entreprises fin 2019 ; en conséquence, elle annonce cesser tout financement de nouveaux projets d'extraction onshore aux États-Unis.
Crédit Mutuel Alliance Fédérale (CMAF) présente en février 2020 la stratégie de sortie du charbon la plus ambitieuse jamais adoptée par une banque française : d'ici à 2030, l'exposition au charbon de ses portefeuilles de financement et d'investissement sera réduite à zéro.
BNP Paribas annonce en juillet 2020 l'extension de sa sortie du charbon à l'ensemble de la chaîne de valeur, alors qu'auparavant sa politique se limitait à l'exclusion des entreprises impliquées dans la production d'électricité à partir de charbon, s'autorisant à continuer à financer l'extraction minière ainsi que les infrastructures de transports.
JPMorgan ne prête plus depuis 2016 d'argent pour financer la construction de nouvelles mines de charbon.
National Australia Bank annonce en 2017 ne plus prêter d'argent pour les projets miniers concernant le charbon thermique.
ING décide en 2017 de ne plus participer au capital de compagnies électriques dont le portfolio comprend plus de 5 % de charbon.
Natixis ne finance plus d'investissement dans les mines de charbon ni dans les centrales utilisant ce combustible.
Deutsche Bank a décidé en février 2017 de ne plus financer de nouveaux projets liés au charbon (mines et centrales) et de se retirer graduellement des investissements existants.
Un rapport publié en 2021 par 6 ONG internationales dont Reclaim Finance et basé sur les données de l’agence Bloomberg estime qu'entre 2016 et 2020, les banques françaises, en premier lieu BNP Paribas, Société générale et Crédit agricole, ont accru de 19 % par an en moyenne leurs financements au pétrole, au gaz et au charbon. BNP Paribas se défend en précisant que fin 2020, « le soutien financier direct aux entreprises du secteur pétrole et gaz ne représente que 1,9 % du portefeuille de prêts de BNP Paribas ». Les 60 premières banques mondiales ont investi dans les énergies fossiles 3 800 milliards $ pendant cette période. Le recul du charbon s'est accompagné d'une augmentation du financement du pétrole et du gaz, y compris le pétrole et le gaz de schiste.
En octobre 2021, la banque postale annonce qu'elle cessera de financer l'ensemble de la chaine de production des énergies fossiles d'ici à 2030 et compte même cesser d'ici 2040 de « soutenir les entreprises activement impliquées dans le lobbying en faveur du pétrole ou du gaz, ou celles ralentissant ou bloquant les efforts pour sortir de ces secteurs ». En 2021, l'investissement de la banque postale dans les énergies fossiles est d'environ 1,2 milliard d'euros (500 millions pour le charbon et 700 millions pour le gaz et le pétrole).
En mai 2022, l'ONG Reclaim Finance accuse les banques françaises dont Crédit Agricole, BNP Paribas et Société Générale d'avoir "signé un chèque en blanc" à TotalEnergies en participant, parmi 12 banques, à lui accorder un prêt de 8 milliards de dollars, sous forme de crédit revolving. Elle précise que "le prêt n'ayant pas d'objet particulier, il servira à financer l'intégralité des opérations de l'entreprise, y compris le déploiement de nouveaux projets pétro-gaziers". Des sources bancaires citées par Les Echos précisent qu'il s'agit en réalité d'un prêt de court terme d'un an, octroyé pour répondre aux incertitudes du contexte de la guerre en Ukraine. En définitive, cette autorisation de crédit, aujourd'hui caduque, n'aura pas été utilisée.
Plusieurs ONG (Reclaim Finance, Eclaircies et Data for Good) accusent les mêmes banques d'avoir participé à des émissions obligataires permettant à 13 groupes pétroliers de lever 45 milliards de dollars entre janvier et septembre 2023,.
A fin décembre 2022, BNP Paribas annonce détenir dans son portefeuille de financement énergétique 60% d’énergies bas carbone (énergies renouvelables, nucléaire et biofuel) contre 40% d’énergies fossiles (majoritairement pétrole et gaz), la répartition étant de 10-90 une dizaine d’années plus tôt. Elle annonce également prévoir une répartition 80-20 à horizon 2030 avec au moins 40 milliards d’euros de financements des énergies bas carbone,,.
En janvier 2023, elle annonce vouloir diviser par 5 ses financements au secteur de l’extraction et de la production de pétrole d’ici à 2030, à moins de 1 milliard d’euros à cette date. La banque affirme également avoir arrêté tout financement direct de nouveau projet pétrolier depuis 2016.
En mai 2023, BNP Paribas annonce l’arrêt du financement de nouveaux projets gaziers ainsi que « l’arrêt des financements dédiés aux développement des nouveaux champs pétroliers, quelles que soient les modalités de financement » (crédits ou émissions d’obligations). Elle annonce également arrêter les financements consentis aux acteurs non diversifiés de l’exploration-production pétrolière destinés à soutenir la production pétrolière.
Le 6 mai 2024, lors de son audition devant la Commission d’enquête du Sénat sur TotalEnergies, BNP Paribas annonce s'abstenir de participer aux émissions obligataires conventionnelles des entreprises du secteur pétrolier et gazier actives dans l'exploration-production, une évolution confirmée dans les réponses aux questions écrites posées à l’occasion de son assemblée générale, le 14 mai 2024.

### Compagnies d'assurances
Allianz a décidé en 2015 de ne plus investir dans le capital d'entreprises tirant plus de 30 % de leur revenu de l'extraction charbonnière, ou de compagnies d'électricité dont plus de 30 % de la production est à base de charbon.
Axa a annoncé fin 2017 ne plus investir dans les sociétés développant des projets charbonniers (mines et centrales), revendre progressivement ses investissements existant, et ne plus non plus assurer ces entreprises.
Lloyd's of London a annoncé une décision similaire en 2017
La Macif, qui exclut de son portefeuille les détenteurs de mines de charbon depuis mi-2016, a annoncé en juillet 2018 qu'elle va exclure de ses investissements les entreprises développant de nouvelles centrales à charbon.
AG2R La Mondiale a annoncé en juillet 2018 son entrée dans la politique de désinvestissement carbone en excluant de son portefeuille toutes les entreprises qui génèrent plus de 30 % de leur mix électrique à partir de charbon ou qui prévoient d’augmenter leurs capacités charbon de plus de 1 %.
Generali a annoncé en février 2018 une stratégie de désinvestissement charbon dans le cadre de sa stratégie climat

### Fonds de pension
Les fonds de pension de New York devraient solder tous leurs investissements dans les entreprises productrices d'énergie fossile d'ici 2023.
L'Ircantec en septembre 2016 a décidé de ne plus investir dans les producteurs d'électricité dont plus de 30 % de la production provient du charbon, les entreprises minières dont le charbon dépasse 1 % de leur part de marché et dans les 2 secteurs toutes les entreprises dont le CA est lié à plus de 20 % au charbon.
En Suisse, différentes caisse de pension ont pris des premières mesures. Par exemple, la Caisse de pension de l'État de Vaud (CPEV) a adopté une charte d’investissement responsable en 2015 et une stratégie climatique des investissements en 2020, avec des critères d'exclusion du charbon.

### Fonds souverains
Le Fonds souverain norvégien a renoncé à toute participation dans des dizaines de sociétés dont l'activité est à plus de 30 % dans le charbon,.